# Jacky Rosen
Jacklyn Sheryl Rosen (* 2. srpna 1957 Chicago, Illinois) je americká politička za Demokratickou stranu. Od roku 2019 je senátorkou USA za stát Nevada.
V mládí vystudovala psychologii na univerzitě v Minneapolis, poté pracovala mj. jako číšnice. V letech 1993 až 2002 podnikala. V letech 2017 až 2019 působila jako členka Sněmovny reprezentantů. V roce 2018 byla zvolena senátorkou, když se ziskem 50,4 % hlasů porazila ve volbách Republikána a dosavadního senátora Deana Hellera. Mandát poté obhájila i v roce 2024.
Zastává liberální názory, podporuje právo na potrat či zákaz poloautomatických pušek. Od roku 1993 je podruhé vdaná, má jednu dceru.